# クチビルコウモリ科
クチビルコウモリ科（Mormoopidae）は哺乳綱翼手目の科。

## 特徴
左右の皮膜が背中側で繋がる種がいる。

## 現生種
川田ほか（2018）による。
- Mormoops　クチビルコウモリ属
  - Mormoops blainvillei　アンチルクチビルコウモリ
  - Mormoops magna　オオクチビルコウモリ
  - Mormoops megalophylla　ピータークチビルコウモリ
- Pteronotus　ケナシコウモリ属
  - Pteronotus davyi　ケナシコウモリ
  - Pteronotus gymnonotus　オオケナシコウモリ
  - Pteronotus macleayii　マックレーケナシコウモリ
  - Pteronotus parnellii　パーネルケナシコウモリ
  - Pteronotus personatus　ワグナーケナシコウモリ
  - Pteronotus pristinus　キューバケナシコウモリ
  - Pteronotus quadridens　ススケナシコウモリ